# 大島洋平
大島 洋平（おおしま ようへい、1985年11月9日 - ）は、愛知県名古屋市緑区出身のプロ野球選手（外野手）。左投左打。中日ドラゴンズ所属。
2014年シーズンに福留孝介に並んで球団シーズン最多安打のタイ記録となる186安打を記録した。
2023年8月26日にバンテリンドーム ナゴヤで行われた横浜DeNAベイスターズ戦で、NPB55人目となる2000安打を達成した。大学・社会人からプロ入りした選手に限れば、NPB4人目。プロ入り14年目での達成は史上最速記録。

## 経歴

### プロ入り前
子供の頃から中日ドラゴンズの試合を観て育ち、徳重小学校4年から名古屋平針HBC少年野球クラブで軟式野球を始め、扇台中学時代は硬式の少年野球ボーイズリーグの東海チャレンジャーで投手兼外野手として活躍した。
愛知・享栄高等学校では投手兼外野手を務め、3年の夏は「1番・投手」としてプレーした。1学年上には武山真吾がおり、バッテリーを組んだこともあった。
駒澤大学では外野手に専念。大学野球の中でもハイレベルといわれる東都リーグで2006年秋から3季連続で打率3割を超え、2007年秋には打率.395で首位打者を獲得した。リーグ通算83試合出場、255打数74安打、打率.290、1本塁打、20打点。ベストナイン2度受賞。
大学卒業後は日本生命に入社し、1年目から1番打者に定着し、2008年11月に開催された日本選手権大会で、打率.563で首位打者となり、この年の社会人ベストナインを受賞。
2009年6月、都市対抗大会の予選で右手首を骨折。手術でボルトで固定した。
2009年のドラフト会議で中日ドラゴンズから5位指名を受け入団。夫人とは日生時代の2009年3月に結婚、6月に長男が誕生していたので入団会見には妻子も同席。他の入団選手達が一軍昇格を目標にする中、「小さい頃から憧れていた球団に入団できて嬉しい。開幕一軍で出場できるように頑張りたい。できるだけ早くレギュラーをとりたい。将来は立浪さんのように40歳まで野球を続けたい」と、より具体的な目標を示した。家庭を持つ身で安定した社会人生活を捨てて厳しい競争をするプロの世界に飛び込むことについては相当悩んだという。しかし、最終的には妻に後押しされ「同じ世界で勝負したい」とプロ入りを決意した。慣例として、中日の新人選手は、独身寮の昇竜館で入団会見の翌年1月から生活を始めることになるが、大島は結婚をしており、既に子供もいるために入寮は免除された。

### 中日時代
2010年、外野のレギュラー争いが熾烈な中、当時の監督落合博満から「守備力なら大島」と評価され、新人ながら開幕戦に「1番・中堅手」で先発出場した。3月27日の対広島東洋カープ戦でプロ初安打を放つ（打球が一塁走者のチェンに当たり守備妨害になるという珍しい結果となった）。しかし、打撃の調子が上がらず、4月12日に二軍落ちする。4月25日に一軍昇格。復帰後しばらくの間は主に6番や7番を打っていたが、5月下旬頃から2番を任されるようになった。6月19日の対読売ジャイアンツ戦で死球を受け途中交代、翌日に登録抹消されたが、7月6日の対横浜ベイスターズ戦で一軍に昇格して「2番・中堅手」で先発出場した。最終的に104試合に出場して打率.258、0本塁打、17打点を記録したが、規定打席には届かず、完全にレギュラーを獲得するまでには至らなかった。
日本シリーズでは、第4戦の11回表に値千金となる決勝適時三塁打を放ち、第6戦の11回表、二死一・二塁の場面で里崎智也が放った中堅への大飛球を好捕するなど活躍。チームは敗れたものの、6試合に出場し23打数9安打、5打点の好成績を残し、優秀選手賞を受賞した。また、大学時代からのライバルと目されている千葉ロッテマリーンズのルーキー清田育宏も同時に受賞した。オフに背番号を8に変更した。
2011年は、開幕戦に「7番・中堅手」で先発出場。しかし、その後は打撃不振に陥り、その間に平田良介や野本圭の活躍もあり、5月21日に二軍降格。昇格後は主に「8番・中堅手」で先発起用されることが多くなり、前半好調だった野本の不振も重なりその後はスタメンに復帰。8月13日にプロ初本塁打を記録。最終的には前年より少ない96試合の出場に終わり、またしても規定打席には届かなかったが、「8番・中堅手」として打率.243、3本塁打、18打点を記録してリーグ優勝に貢献した。自身初となるゴールデングラブ賞も受賞した。前年好成績を残した日本シリーズではチーム唯一の盗塁をしたものの1安打に終わった。
2012年は、中堅手として荒木雅博と1・2番を任され、初めてシーズン全試合に出場した。当初は荒木が1番で大島が2番だったが、荒木の不調もあってシーズン中盤からは1番に定着した。俊足を生かし、盗塁王に輝く。打撃面でもプロ3年目にして初の規定打席到達、チームの規定打席到達者では唯一の3割台を記録し（リーグ3位）、安打数も最多安打を分けあった巨人の長野久義と坂本勇人に次ぐ1本差である172本を記録し飛躍した。その一方で、打点はわずか13にとどまり、この年の規定打席到達者の中で最少であった他、2リーグ制以降の記録を見ても歴代3位タイに入る少なさだった。オフの11月6日に、「侍ジャパンマッチ2012「日本代表 VS キューバ代表」」の日本代表が発表され代表入りした。名古屋市内の病院を慰問した際の質問コーナーでは将来的なメジャー挑戦志向があることを明らかにした。12月4日に、第3回WBC日本代表候補選手34人が発表され候補入りした。
2013年開幕前に、左肘違和感のため第3回WBC日本代表最終メンバーの28人には選ばれなかった。検査の結果、遊離軟骨によって肘が「ロック」されている状態であることが判明し、シーズン中もこれに悩まされた。打率.248、3本塁打、27打点と、打率は前年に比べ落とした。オフに遊離軟骨の除去手術を受けた。また、吉見一起から選手会長を受け継いだ。
2014年は、開幕から首位打者争いをするなど好調ぶりを見せていたが、7月半ばに左脇腹を痛めてから不振に陥る。それでもリーグ4位の打率.318、球団タイ記録となる186安打、チームトップの28盗塁を記録した。オフには、2年ぶりにゴールデングラブ賞も受賞した。また、契約更改では、落合博満GMが就任してから初の保留者となった。契約更改の席では落合博満GMに「今年の守備じゃ俺だったら使えない」「お前がそんなだから、（ドラフトで友永翔太と井領雅貴を）獲った」と言われたという。
2015年2月16日に、「GLOBAL BASEBALL MATCH 2015 侍ジャパン 対 欧州代表」の日本代表に選出されたことが発表され、小久保裕紀が日本代表監督に就任してから初めての選出となった。3月10日の第1戦に代走で途中出場している。3月11日の第2戦に「1番・中堅手」で先発出場し、ディエゴマー・マークウェルに牽制死された。シーズンでの最終的な打撃成績は打率.260、147安打、22盗塁など、打率、安打数、盗塁数は前年を下回ったが、自己最高の6本塁打を放った。11月13日の契約更改では4年連続で規定打席に到達したことが評価され、1600万円増の推定年俸9000万円でサインした。なお7月16日に、第1回WBSCプレミア12の日本代表第1次候補選手に選出されたことが発表された。
2016年は、7月20日の広島東洋カープ戦（MAZDA Zoom-Zoom スタジアム広島）において、NPB史上64人目、68度目となるサイクル安打を達成した。シーズンでは、6月下旬に9試合連続で2番で起用された時期もあったが、その後は再び1番で起用され続け、4年ぶりに全試合出場を達成。シーズン途中の8月16日に国内FA権を取得したことから、シーズンオフの動向が注目されたが、10月31日にFA権を行使せず残留することを表明した。その後、11月19日に改めて契約更改に臨んで、変動年俸制の3年契約でサインした（2017年シーズンの推定年俸は1億5000万円）。なお、残留交渉においては、森繁和監督の説得も大きかったとのことであり、「希望は生涯中日。ずっとドラゴンズで1年でも長くやりたい」と決意を新たにしている。
2017年は、5年連続で「1番・中堅手」で開幕スタメン。このシーズンは、4月19日の対阪神タイガース戦以後、ほぼ一貫して「3番・中堅手」として起用され続けて、自身初めて3番打者メインでの出場のシーズンになった（3番として95試合に先発出場）。4月30日の対阪神戦（阪神甲子園球場）で、能見篤史から左前安打を打って、通算1000安打を達成。7月3日、監督推薦でオールスターゲームに3年ぶり4回目の選出を果たした。しかし、8月31日の対横浜DeNAベイスターズ戦で死球を受けた際に右足の腓骨を骨折、結局そのままシーズン終了となった。最終的には、「打率.313（リーグ3位）、23盗塁（リーグ2位）」で、自身3年ぶりの「打率3割、20盗塁」を達成。11月14日、3000万円アップの推定年俸1億8000万円で契約を更改した。
2018年は、8月22日の巨人戦で初回に中前適時打を放ち8打数連続安打を記録し、西沢道夫（1951年）、タイロン・ウッズ（2005年）が持つ球団タイ記録に並んだ。前年同様、途中から3番打者に固定され、141試合に出場し打率.274ながら7本塁打、57打点で本塁打・打点は自己最高を記録した。
2019年は、「2番・中堅手」として開幕を迎えた。シーズン途中からは1番を務めた。打撃不振で7番に降格したこともあったが、174安打を記録し最多安打のタイトルを獲得した。シーズン終盤の9月21日に館山昌平、23日に永川勝浩、29日にランディ・メッセンジャーと引退試合の投手の最終対戦打者になることが続いた。全143試合に出場し、打率.312、3本塁打、45打点、30盗塁で、7年ぶりに30盗塁以上を記録した。10月28日にはFA権を行使せずに残留することが報じられた。
2020年は、2年ぶりに「1番・中堅手」として開幕を迎えた。8月18日の対東京ヤクルトスワローズ戦（明治神宮野球場）では、大下佑馬から遊撃への内野安打を放ち、史上127人目となる通算1500安打を、球団最速記録を塗り替える11年目で達成した。最終的にチーム2位の118試合に出場して、リーグ4位となる打率.316、16盗塁を記録。また、146安打を記録して2年連続で最多安打のタイトルを獲得し、オフには3年連続8回目となるゴールデングラブ賞を受賞した。
2021年は、2年連続で「1番・中堅手」として開幕を迎えた。シーズン前半から好調を維持し続けて1番に固定され、また10年連続2桁盗塁も記録した。7月5日、監督推薦でオールスターゲームに4年ぶり5回目の選出を果たしたことが発表された。オールスター2戦目では8回二死二・三塁でホームスチールを試みた（タイミングはセーフだったが、打者の鈴木誠也がスイングし二ゴロに倒れたため、成功とはならず）ため、Twitterではホームスチールがトレンド入りした。チーム最多の141試合に出場し、10年連続で規定打席に到達。打率.292（リーグ9位）、160安打（リーグ4位）、16盗塁を記録した。7月以降は打順が1番から3番に変わったが、それでも安定した成績を残した。オフには4年連続9回目となるゴールデングラブ賞を受賞した。また、現状維持の推定年俸2億5000万円で契約を更改したが、平田良介が1億8000万円から3000万円と大幅に減俸された為、球団の日本人野手では唯一の1億円越えプレイヤーとなった。
2022年は、序盤から好調で打率.350を超える高打率を記録していた。ところが、4月27日の阪神戦（阪神甲子園球場）で西勇輝から死球を受け、29日に登録を抹消された。当初は打撲と診断されたものの、神経が切れ患部に力が入らない状態になってしまい、5月20日に一軍へ復帰するまでの間戦列を離れた。復帰後はしばらく不調が続いていたものの、夏場に調子を上げていき、8月3日のヤクルト戦（明治神宮野球場）ではNPB史上10人目、球団新記録及びセ・リーグ最多タイ記録となる1試合6安打を記録した。この年三冠王となった村上宗隆と終盤に首位打者を争い、打率は年間2位だった。
2023年は、それまで自身が守っていた中堅手のポジションに岡林勇希が就き、大島は主に「2番・左翼手」として試合に出場した。8月26日の対DeNA戦（バンテリンドームナゴヤ）で3回裏に石田健大から中前打を放ち、日本プロ野球史上55人目となる通算2000安打を達成。球団史上7人目（生え抜きでは5人目）、大学・社会人を経てプロ入りした選手では、古田敦也・宮本慎也・和田一浩に次いで4人目。また、実働14年目での達成は張本勲らと並びプロ野球史上最速タイ記録であった。さらに、中日球団が本拠地を置く名古屋市の出身選手としては初の2000安打達成ともなった。最終的には130試合の出場で.289の打率を残した。
2024年は、主に代打で起用される機会が増え、最終的にシーズン75試合に出場して打率.198（125打席23安打）の成績を残した。出場試合数、打席数、安打数は自己最少となった。オフの12月21日に、減額制限の40パーセントを超える減俸幅となる1億5000万円減（60パーセント減）の年俸1億円で契約を更改した（金額は推定）。

## 選手としての特徴

### 打撃
ボールを手元まで引きつける打撃を持ち味とし低めの変化球を左方向に運ぶ技術に長け、タイミングを崩されてもヒットゾーンに運ぶ技術を誇る。2015年オフにMLBに移籍した前田健太（ミネソタ・ツインズ）を得意としている。
キャリアを通じて欠場が少なく、単打が中心だが高く安定した打率が特長。ドラフト下位（5位以下）入団選手におけるシーズン打率3割達成回数6度は宮﨑敏郎（横浜）と並び現役最多である（ドラフト下位・ドラフト外入団選手の歴代最多は掛布雅之、福本豊、松永浩美らの7度）。

### 守備・走塁
走塁面では50メートル6.0秒、一塁到達3.80秒の俊足を備え、2012年に盗塁王を獲得している。
外野守備では的確な打球判断と上述の俊足を生かした広い守備範囲を誇り、遠投115メートルの強肩も備えている。中堅定位置付近で苦手な打球方向が少なく、2010年にはUZR9.7を記録。2012年には守備イニング1000以上の中堅手で両リーグ2位のUZR17.4を記録した。

## 人物
3兄弟の長兄。末弟の大島啓太も元アマチュア野球選手であり、享栄高等学校、愛知大学を経て、社会人野球の東邦ガス硬式野球部に所属した外野手。2019年には社会人野球東海地区のベストナインに選出されている。

## 詳細情報

### 年度別打撃成績
| 年 度      | 球 団      | 試 合 | 打 席 | 打 数 | 得 点 | 安 打 | 二 塁 打 | 三 塁 打 | 本 塁 打 | 塁 打 | 打 点 | 盗 塁 | 盗 塁 死 | 犠 打 | 犠 飛 | 四 球 | 敬 遠 | 死 球 | 三 振 | 併 殺 打 | 打 率 | 出 塁 率 | 長 打 率 | O P S |
| ---------- | ---------- | ----- | ----- | ----- | ----- | ----- | -------- | -------- | -------- | ----- | ----- | ----- | -------- | ----- | ----- | ----- | ----- | ----- | ----- | -------- | ----- | -------- | -------- | ----- |
| 2010       | 中日       | 104   | 374   | 314   | 35    | 81    | 10       | 4        | 0        | 99    | 17    | 8     | 4        | 27    | 2     | 29    | 0     | 2     | 52    | 2        | .258  | .323     | .315     | .638  |
| 2011       | 中日       | 96    | 355   | 300   | 25    | 73    | 6        | 4        | 3        | 96    | 18    | 8     | 2        | 19    | 2     | 29    | 5     | 5     | 50    | 3        | .243  | .318     | .320     | .638  |
| 2012       | 中日       | 144   | 631   | 555   | 83    | 172   | 19       | 5        | 1        | 204   | 13    | 32    | 17       | 17    | 0     | 46    | 0     | 13    | 80    | 7        | .310  | .376     | .368     | .744  |
| 2013       | 中日       | 140   | 555   | 499   | 68    | 124   | 18       | 2        | 3        | 155   | 27    | 19    | 9        | 10    | 3     | 37    | 1     | 6     | 69    | 2        | .248  | .306     | .311     | .617  |
| 2014       | 中日       | 141   | 642   | 585   | 92    | 186   | 18       | 2        | 2        | 214   | 28    | 28    | 12       | 6     | 2     | 43    | 1     | 6     | 56    | 3        | .318  | .369     | .366     | .735  |
| 2015       | 中日       | 142   | 620   | 565   | 70    | 147   | 20       | 4        | 6        | 193   | 27    | 22    | 8        | 10    | 1     | 39    | 1     | 5     | 65    | 5        | .260  | .313     | .342     | .655  |
| 2016       | 中日       | 143   | 656   | 599   | 80    | 175   | 27       | 9        | 3        | 229   | 27    | 26    | 12       | 4     | 1     | 46    | 1     | 6     | 69    | 3        | .292  | .348     | .382     | .730  |
| 2017       | 中日       | 119   | 521   | 476   | 50    | 149   | 20       | 3        | 3        | 184   | 29    | 23    | 6        | 1     | 3     | 37    | 0     | 4     | 66    | 5        | .313  | .365     | .387     | .752  |
| 2018       | 中日       | 141   | 645   | 588   | 92    | 161   | 20       | 7        | 7        | 216   | 57    | 21    | 9        | 1     | 5     | 47    | 2     | 4     | 80    | 2        | .274  | .329     | .367     | .697  |
| 2019       | 中日       | 143   | 623   | 558   | 89    | 174   | 23       | 3        | 3        | 212   | 45    | 30    | 7        | 3     | 3     | 50    | 3     | 9     | 78    | 5        | .312  | .376     | .380     | .756  |
| 2020       | 中日       | 118   | 525   | 462   | 58    | 146   | 21       | 3        | 1        | 176   | 30    | 16    | 8        | 9     | 3     | 47    | 3     | 4     | 51    | 5        | .316  | .382     | .381     | .763  |
| 2021       | 中日       | 141   | 596   | 548   | 54    | 160   | 19       | 5        | 1        | 192   | 34    | 16    | 8        | 1     | 2     | 42    | 5     | 3     | 60    | 4        | .292  | .345     | .350     | .695  |
| 2022       | 中日       | 109   | 482   | 436   | 48    | 137   | 18       | 1        | 1        | 160   | 20    | 11    | 4        | 3     | 0     | 34    | 5     | 9     | 52    | 1        | .314  | .376     | .367     | .743  |
| 2023       | 中日       | 130   | 494   | 470   | 34    | 136   | 17       | 2        | 0        | 157   | 23    | 6     | 1        | 1     | 3     | 15    | 1     | 5     | 43    | 7        | .289  | .316     | .334     | .650  |
| 2024       | 中日       | 75    | 125   | 116   | 7     | 23    | 6        | 0        | 0        | 29    | 5     | 1     | 1        | 0     | 0     | 9     | 1     | 0     | 11    | 0        | .198  | .256     | .250     | .506  |
| 通算：15年 | 通算：15年 | 1886  | 7844  | 7071  | 885   | 2044  | 262      | 54       | 34       | 2516  | 400   | 267   | 108      | 112   | 30    | 550   | 29    | 81    | 882   | 54       | .289  | .346     | .356     | .702  |

- 2024年度シーズン終了時
- 各年度の太字はリーグ最高

### 年度別打撃成績所属リーグ内順位
| 年 度 | 年 齢 | リ ｜ グ   | 打 率 | 安 打 | 二 塁 打 | 三 塁 打 | 本 塁 打 | 打 点 | 盗 塁 | 出 塁 率 |
| ----- | ----- | ---------- | ----- | ----- | -------- | -------- | -------- | ----- | ----- | -------- |
| 2010  | 25    | セ・リーグ | -     | -     | -        | 7位      | -        | -     | -     | -        |
| 2011  | 26    | セ・リーグ | -     | -     | -        | 5位      | -        | -     | 8位   | -        |
| 2012  | 27    | セ・リーグ | 3位   | 3位   | -        | 3位      | -        | -     | 1位   | 4位      |
| 2013  | 28    | セ・リーグ | -     | -     | -        | -        | -        | -     | 3位   | -        |
| 2014  | 29    | セ・リーグ | 4位   | 3位   | -        | 10位     | -        | -     | 2位   | 10位     |
| 2015  | 30    | セ・リーグ | -     | 9位   | -        | 4位      | -        | -     | 3位   | -        |
| 2016  | 31    | セ・リーグ | -     | 2位   | 6位      | 1位      | -        | -     | 3位   | -        |
| 2017  | 32    | セ・リーグ | 3位   | 10位  | -        | 8位      | -        | -     | 2位   | -        |
| 2018  | 33    | セ・リーグ | -     | 7位   | -        | 2位      | -        | -     | 4位   | -        |
| 2019  | 34    | セ・リーグ | 4位   | 1位   | -        | 8位      | -        | -     | 3位   | 9位      |
| 2020  | 35    | セ・リーグ | 4位   | 1位   | -        | 7位      | -        | -     | 3位   | 6位      |
| 2021  | 36    | セ・リーグ | 9位   | 4位   | -        | 3位      | -        | -     | 4位   | -        |
| 2022  | 37    | セ・リーグ | 2位   | -     | -        | -        | -        | -     | 9位   | 2位      |
| 2023  | 38    | セ・リーグ | 5位   | 9位   | -        | -        | -        | -     | -     | -        |
| 2024  | 39    | セ・リーグ | -     | -     | -        | -        | -        | -     | -     | -        |

- -は10位未満（打率は規定打席未到達の場合も-と表記）

### 年度別守備成績
| 年 度 | 球 団 | 外野  | 外野  | 外野  | 外野  | 外野  | 外野     |
| 年 度 | 球 団 | 試 合 | 刺 殺 | 補 殺 | 失 策 | 併 殺 | 守 備 率 |
| ----- | ----- | ----- | ----- | ----- | ----- | ----- | -------- |
| 2010  | 中日  | 99    | 172   | 4     | 1     | 0     | .994     |
| 2011  | 中日  | 95    | 196   | 6     | 2     | 1     | .990     |
| 2012  | 中日  | 144   | 291   | 8     | 3     | 1     | .990     |
| 2013  | 中日  | 135   | 301   | 13    | 2     | 1     | .994     |
| 2014  | 中日  | 140   | 287   | 8     | 6     | 2     | .980     |
| 2015  | 中日  | 140   | 284   | 1     | 2     | 0     | .993     |
| 2016  | 中日  | 143   | 300   | 4     | 3     | 0     | .990     |
| 2017  | 中日  | 119   | 198   | 2     | 2     | 1     | .990     |
| 2018  | 中日  | 141   | 282   | 7     | 0     | 1     | 1.000    |
| 2019  | 中日  | 143   | 282   | 1     | 0     | 0     | 1.000    |
| 2020  | 中日  | 118   | 202   | 5     | 2     | 2     | .990     |
| 2021  | 中日  | 141   | 270   | 3     | 1     | 0     | .996     |
| 2022  | 中日  | 109   | 189   | 3     | 0     | 0     | 1.000    |
| 2023  | 中日  | 114   | 185   | 2     | 2     | 1     | .989     |
| 2024  | 中日  | 20    | 28    | 1     | 0     | 0     | 1.000    |
| 通算  | 通算  | 1801  | 3467  | 68    | 26    | 10    | .993     |

- 2024年度シーズン終了時
- 各年度の太字はリーグ最高
- 太字年はゴールデングラブ賞受賞

### タイトル
- 盗塁王：1回（2012年）
- 最多安打：2回（2019年、2020年）

### 表彰
- ベストナイン：1回（外野手部門：2012年）
- ゴールデングラブ賞：9回（外野手部門：2011年、2012年、2014年 - 2016年、2018年 - 2021年）※外野手として9回は歴代5位タイ。3年以上連続を2回は、外野手では他に新庄剛志のみ
- 月間MVP：1回（打者部門：2017年3・4月）
- JA全農Go・Go賞：2回（好捕賞：2010年7月、最多盗塁賞：2012年3・4月）
- 日本シリーズ優秀選手賞：1回（2010年）
- スピードアップ賞：1回（打者部門：2016年）

### 記録
初記録
- 初出場・初先発出場：2010年3月26日、対広島東洋カープ1回戦（ナゴヤドーム）、「1番・中堅手」で先発出場
- 初打席：同上、1回裏に前田健太から投飛
- 初安打：2010年3月27日、対広島東洋カープ2回戦（ナゴヤドーム）、5回裏にジオから二塁内野安打（守備妨害）
- 初打点：2010年4月25日、対阪神タイガース6回戦（阪神甲子園球場）、4回表にジェイソン・スタンリッジから右翼線適時三塁打
- 初盗塁：2010年4月28日、対読売ジャイアンツ5回戦（ナゴヤドーム）、7回裏に二盗（投手：小林雅英、捕手：阿部慎之助）
- 初本塁打：2011年8月13日、対横浜ベイスターズ16回戦（平塚球場）、5回表に清水直行から右越ソロ

節目の記録
- 1000安打：2017年4月30日、対阪神タイガース6回戦（阪神甲子園球場）、4回表に能見篤史から左前安打 ※史上286人目
- 1000試合出場：2017年7月25日、対東京ヤクルトスワローズ14回戦（明治神宮野球場）、「3番・中堅手」で先発出場 ※史上485人目
- 200盗塁：2019年5月24日、対東京ヤクルトスワローズ10回戦（明治神宮野球場）、5回表に二盗（投手：小川泰弘、捕手：中村悠平） ※史上76人目[79]
- 1500安打：2020年8月18日、対東京ヤクルトスワローズ10回戦（明治神宮野球場）、8回表に大下佑馬から遊撃内野安打 ※史上127人目
- 1500試合出場：2021年6月26日、対広島東洋カープ10回戦（MAZDA Zoom-Zoom スタジアム広島）、「1番・中堅手」で先発出場 ※史上196人目
- 250盗塁：2022年4月2日、対広島東洋カープ2回戦（バンテリンドーム ナゴヤ）、1回裏に二盗（投手：森下暢仁、捕手：會澤翼） ※史上47人目[80]
- 2000安打：2023年8月26日、対横浜DeNAベイスターズ19回戦（バンテリンドーム ナゴヤ）、3回裏に石田健大から中前安打 ※史上55人目、プロ入り14年目での達成は日本人最速タイ[81]

その他の記録
- サイクル安打：2016年7月20日、対広島東洋カープ16回戦（MAZDA Zoom-Zoom スタジアム広島） ※史上64人目
- 1試合6安打：2022年8月3日、対東京ヤクルトスワローズ15回戦（明治神宮野球場）、6打数6安打 ※史上10人目、セ・リーグ最多タイ記録[82]
- オールスターゲーム出場：5回（2012年、2013年、2014年、2017年、2021年）
  - オールスターゲームで1イニング2盗塁：2014年第1戦（西武ドーム） ※史上最多

### 背番号
- 32（2010年）
- 8（2011年 - ）

### 代表歴
- 2015 欧州代表戦

## 関連情報

### 著書
- 『一歩、前に。前に出る勇気のつくり方』（2015年3月27日、パプラボ、ISBN 978-4434202759）